# John and Elvis Are Dead
«John and Elvis Are Dead» cuya traducción significa John y Elvis están Muertos es un sencillo lanzado por el artista dance pop George Michael como el último sencillo de su álbum Patience. Lanzado como sencillo a principios de 2005, fue lanzado como sencillo solo para descarga y por lo tanto no fue un éxito en el Reino Unido.
La canción también fue lanzada en el álbum recopilatorio de Michael Twenty Five como pista 14 en el disco 2 del álbum.
El video del sencillo no recibió un gran airplay, aunque es popular entre los fanes de Michael. El video muestra material de John Lennon, Elvis Presley, Marvin Gaye, así como un material usado en la música de Queen Bohemian Rhapsody en el video. El video está disponible en el DVD "George's Live in London".
La canción menciona leyendas del rock fallecidos como John Lennon, Elvis Presley y Marvin Gaye en algunas partes del coro.

## Sencillo
En la cubierta de la descarga de la canción misma cubierta, muestra Michael vestidos de negro de pie, con un anillo de color naranja en la parte posterior de él y algunas palomas volando sobre su cabeza.

## Lista de canciones
1. «John and Elvis Are Dead»
2. «Edith and the Kingpin»*
3. «Praying for Time»*
4. «For the Love (Of You)»
5. «Precious Box» (Shapeshifters Remix)

( * ) recorded live, from Abbey Road
- Datos: Q6265386